# Calochortus exilis
Calochortus exilis är en liljeväxtart som beskrevs av Painter. Calochortus exilis ingår i släktet Calochortus och familjen liljeväxter. Inga underarter finns listade.